# Jauge du CCA
La jauge du CCA est une ancienne jauge de course conçue par le Cruising Club of America en 1931 et mise en usage en 1933. C'est une jauge destinée à établir le classement des voiliers en temps compensé par un handicap lors de courses au large, à l'origine pour la Bermuda Race. 
Cette jauge a été utilisée aux États-Unis, entre 1933 et 1971, avec quelques variantes suivant les clubs et leur localisation. Elle est remplacée en 1971 par la jauge IOR, après fusion avec la jauge du RORC utilisée dans le reste du monde. 

## Historique
Une réunion en Angleterre en 1931 au sujet d'une jauge commune aux clubs américains et le Royal Ocean Racing Club britannique se tient en présence de représentants du Cruising Club of America, du RORC et d'architectes dont Olin Stephens. Des plans d'Olin Stephens courent des deux côtés de l'Atlantique. Il fait donc partie des personnalités motivées pour une règle de jauge commune en course au large. Cette réunion n'aboutit pas.
Le RORC reste avec sa jauge de 1931. Le CCA développe une nouvelle jauge et annonce en 1933 la mise à disposition prochaine des éléments de cette jauge aux architectes. La jauge du CCA est publiée en janvier 1934 par le Cruising Club of America et le North American Yacht Racing Union (NAYRU). Elle est mise à l'essai jusqu'à son adoption pour la Bermuda race de 1938, à la suite des dix démâtages de l'édition de 1936. Les tables de correction de temps appliquées à l'époque avec cette nouvelle jauge étaient celles qui avaient été établies par Nathanael Herreshoff au début du siècle. La jauge a été modifiée en 1950, 1957 et 1960,.
La fusion entre les deux jauges n'arrive qu'en 1971, avec la Jauge IOR.

## Formule de la jauge du CCA
La jauge du RORC n'impose pas de style architectural, bien qu'elle pénalise fortement les voiliers munis d'une dérive. Elle détermine le rating des voiliers en fonction des conditions météorologiques les plus probables en course au large. La Jauge du CCA n'en tient pas compte, spécifie plus les caractéristiques, et admet les dériveurs qui sont d'un usage plus courant aux États-Unis. La formule du CCA est :
{\displaystyle R=0,91\cdot {(L+Correcteurs)}\cdot F_{stab}\cdot F_{helice}},
- {\displaystyle R} étant le rating en unité de longueur,
- {\displaystyle L} la longueur de flottaison dynamique mesurée suivant la jauge, soit la longueur pour la jauge,
- {\displaystyle Correcteurs} des correcteurs ajoutés ou retirés à {\displaystyle L} suivant le bau, le tirant d'eau, la voilure, le déplacement (en volume) et le franc bord,
- {\displaystyle F_{stab}} le facteur de stabilité,
- {\displaystyle F_{helice}} le facteur de trainée due à l'hélice.

Les cinq correcteurs permettent de corriger en plus ou en moins la longueur L en fonction d'une valeur nominale, de base. Par exemple, pour le correcteur de bau, le bau de base est 0,187.L + 0,975 (en mètre) ou 0,187.L + 3,2 (en pieds). Si le beau mesuré est inférieur au bau de base, la différence avec le bau de base est multipliée par deux et le correcteur ainsi obtenu est inséré comme une valeur positive dans la formule. Si le beau mesuré est supérieur au bau de base mais inférieur à 0,21.L + 3,8, la différence du bau mesuré avec le bau de base est multipliée par 1,25 et le correcteur obtenu est inséré comme une valeur négative. De même pour d'autres valeurs du bau, et pour les autres correcteurs.
La mesure de {\displaystyle L}, la longueur pour la jauge, est particulièrement importante. Cette longueur L est égale à 30 % de la longueur de flottaison {\displaystyle LWL} plus 70 % de la longueur de la coque à 0,04.LWL au-dessus de la ligne de flottaison {\displaystyle LWL1}, éventuellement augmentée du quart du demi bau arrière à la même hauteur de 4 % de LWL (a). Cette valeur {\displaystyle a} incite à dessiner des voiliers dont le tableau arrière est situé au-dessus de la ligne des 4 %.

Éléments de calculs de la longueur pour la jauge CCA. L = 0,3.LWL + 0,7.LWL1 + a

L'évaluation d'un facteur de stabilité pour établir le rating est une innovation due à cette jauge du CCA. Ce facteur de stabilité passe par une mesure du couple de redressement pour une gîte de 1 degré. Associée au bau et au déplacement elle permet de calculer une raideur à la toile qui est comparée à une valeur de base pour la jauge. Pour une stabilité égale à la valeur de base pour la jauge le facteur de stabilité {\displaystyle F_{stab}}= 1. Pour certaines versions de la jauge le facteur de stabilité est issu d'un rapport en le poids du lest et le déplacement.

## Calcul du temps compensé à partir du rating
Une table de temps rendus (Time Allowance Tables) établie par le NAYRU (North American Yacht Racing Union) permet de calculer le temps compensé (corrigé) pour chaque valeur de rating à partir de son temps réel de course. Aux États-Unis la préférence va à l'allégeance de temps par mille. Ainsi un voilier au rating de r se voit retirer de son temps réel de course un temps plus important qu'un concurrent au rating R > r, ces temps rendus dépendant du nombre de milles du parcours, et non-pas de la durée de la course.